# 仲長姓
仲長姓是漢字複姓，出自姜姓。春秋時，齊國公族的後代中有仲長姓，稱仲長氏，世代相傳。

## 历代名人
- 仲長統，字公理，山陽高平人。

## 外部連結
[在维基数据编辑]
 《欽定古今圖書集成·明倫彙編·氏族典·仲長姓部》，出自陈梦雷《古今圖書集成》